# Insula Mare a Brăilei

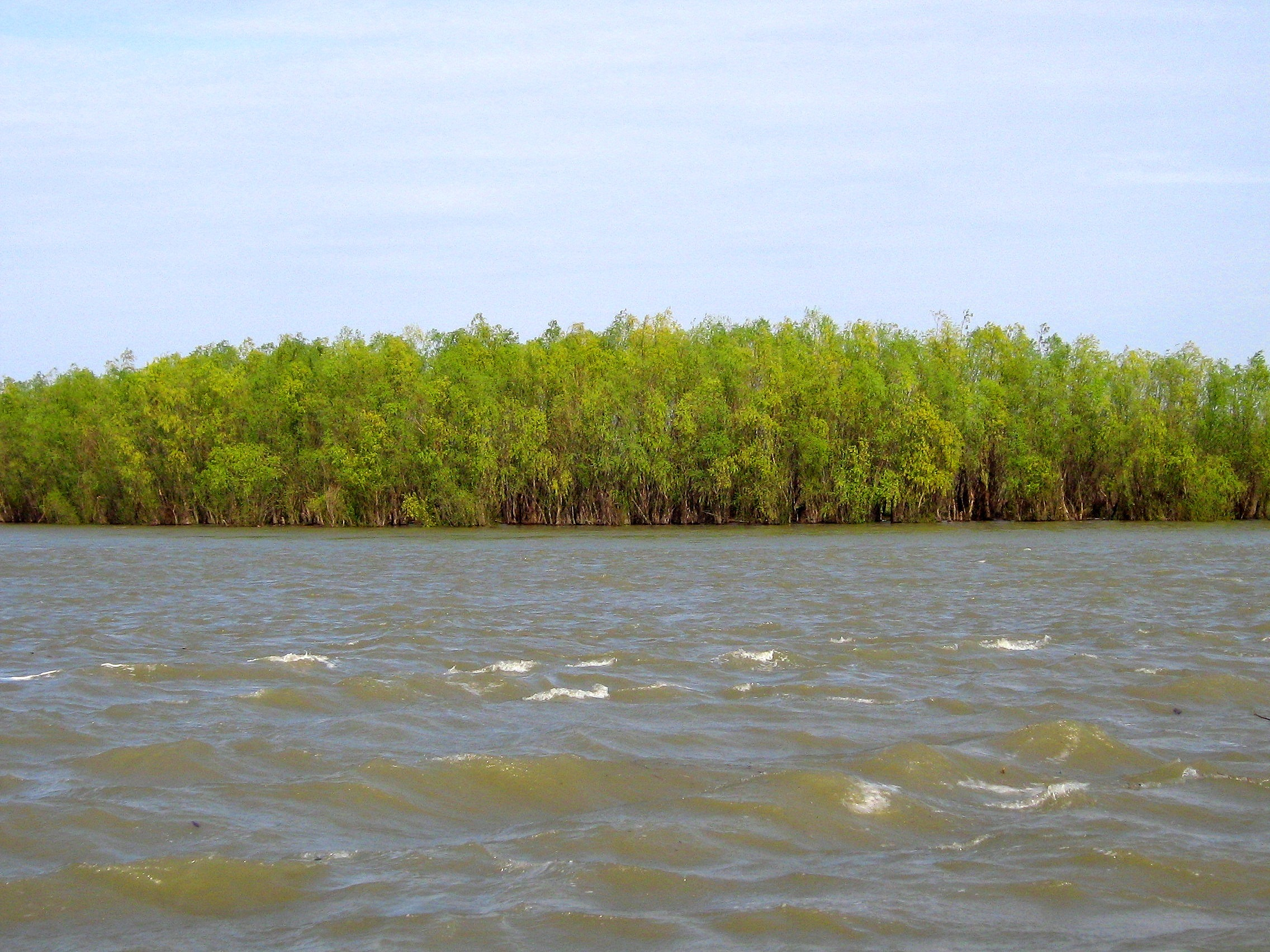
Insula Mare a Brăilei

Insula Mare a Brăilei, sau Balta Brăilei este o insulă de pe Dunăre, în județul Brăila, România. Ea are, în medie, 60 km lungime și 20 km lățime, cu o suprafață totală de 710 km². 
La intrarea în județul Brăila, fluviul Dunărea se desparte în trei brațe: Dunărea navigabilă (în vest), Brațul Vâlciu (în mijloc) și Brațul Măcin (în est). Brațul Vâlciu împreună cu Brațul Măcin delimitează Insula Mare a Brăilei.
Între Dunărea navigabilă și Brațul Vâlciu se află Insula Mică a Brăilei, denumită și Balta Mică a Brăilei, constituită, de fapt, dintr-o salbă de 7 insule, cu o suprafață de 9559 ha, din care 6566 ha pădure și 2921 ha luciu de apă (include 18 iezere), pe care se află și Parcul Natural Balta Mică a Brăilei
În prezent, 681,3 km² (94,6% din suprafața Insulei Mari) sunt ocupate de terenuri agricole, din care 70,84 km² sunt irigate și protejate de un dig cu o lungime de 23,5 km. Pe insulă există două comune, Mărașu și Frecăței, care au aproximativ 5.000 de locuitori.
În anii 1950 și 60, Insula Mare are a Brăilei a fost desecată și îndiguită pentru a fi consacrată agriculturii, deși România nu ducea lipsă de pământ arabil. Domina atunci ideea că „mlaștinile sînt inutile și nesănătoase” și că zonele umede, al căror rol nu era luat în considerare, trebuie să fie „asanate”, astfel încât factorii de decizie gândeau exclusiv inginerește și nu consultau hidrologii, biologii și ihtiologii; România nu a semnat Convenția Ramsar (1975) decât după Revoluție, la 25 ianuarie 1991. Pentru aceste lucrări a fost utilizată munca forțată a deținuților politici din Bărăgan (mai ales din lagărele Grădina, Lunca, Salcia, Stoienești și Vechea Strâmbă), dintre care mulți au murit aici. Terenul, care s-a dovedit a fi fertil în primii ani, a fost declarat un „succes al comunismului în România”.

## Ecologie
În anul 2007, autoritățile din Brăila au eradicat o specie pe cale de apariție din Insula Mare a Brăilei: porcul de curte salbăticit, rezultat al împerecherii mistreților din Parcul Național Insula Mică a Brăilei cu scroafele domestice lăsate de țărani pe coclaurii dintre ape.